# 北方翼龍科
北方翼龍科（Boreopteridae）是翼龍目的一科，化石發現於中國遼寧省的義縣組，地質年代相當於白堊紀早期的阿普第階。

## 古生物學
北方翼龍科的化石都發現於中國遼寧省的義縣組，該地層過去是個多湖泊的地區，這些翼龍類生存於接鄰淡水的環境。牠們可能飛行於水面上，用針狀牙齒捕抓接近水面的魚類。某些現代鳥類也有類似的獵食模式。
許多鳥掌翼龍科的物種，可能也屬於北方翼龍科，舉例而言，鷹翼龍（Aetodactylus）被發現非常類似北方翼龍。